# Fatine Layt
Fatine Layt (née à Casablanca le 10 juillet 1967) est une femme d’affaires franco-marocaine. Elle dirige la banque d'affaires LionTree en France.

## Formation
Née à Casablanca, d’une mère française diplômée de linguistique et d’un père marocain diplômé des Ponts et Chaussées, elle passe son bac au lycée Sainte-Marie. Elle dirige plusieurs orchestres et chorales de jeunes, et d’adultes. Violoncelliste, elle décroche en 1982 le premier Prix de musique de chambre du Conservatoire de Paris.
Parallèlement à une classe préparatoire littéraire d’hypokhâgne, elle est diplômée de Sciences Po (Major de sa promotion - section éco-fi, promotion 1988). Elle complète sa formation par le diplôme de Société française des analystes financiers (SFAF) trois ans plus tard. Elle est par ailleurs maître de conférences à Sciences Po entre 1990 et 2001.

## Carrière

### Les débuts avec le groupe Euris
Après quelques mois en tant que trader obligataire à la société boursière Legrand, elle se rapproche de Jean-Charles Naouri, l’ancien directeur de cabinet de Pierre Bérégovoy et réformateur des marchés financiers européens, qui l’engage au sein du fonds d’investissement Euris, qu’il vient de créer avec David de Rothschild, Vincent Bolloré, Marc Ladreit de Lacharrière.
Fatine Layt monte au sein du groupe, pionnier du private equity en France. En parallèle de son activité au sein de l'équipe d'investissement, elle est administratrice déléguée d'Editeuris, une holding rassemblant les participations d’Euris dans divers groupes d’édition et de presse, notamment Oros, Actes Sud, Glénat Éditions. Elle devient également directrice générale de la première agence de photographie mondiale Sygma,.

### Le parcours d’entrepreneur
En 1999, elle crée sa propre société de conseil en fusions-acquisitions, Intermezzo, l'une des premières « boutiques » en fusions-acquisitions, spécialisée notamment dans les médias. Elle organise la vente de l’hebdomadaire Le Nouvel Économiste, travaille avec Pathé pour recapitaliser Libération, avec 3I, El Mundo, Le Nouvel Observateur.
En 2003, elle s’associe avec Jean-Marie Messier pour créer Messier Partners LLC, une société de conseil dans les fusions-acquisitions basée à New-York et à Paris, dont elle est la Directrice Générale-associée.
En 2007, elle fonde la banque d’affaires Partanea, et sa filiale, Partanea Value précurseur en matière de conseil en gouvernance. Deux ans plus tard, Partanea est rachetée par Oddo & Cie dont elle devient membre du comité exécutif, et présidente et associée-gérante d'Oddo Corporate Finance, la banque d’affaires du groupe, pendant sept ans. Elle est un temps pressentie pour succéder à Rachida Dati au Ministère de la Justice, mais choisit de se concentrer sur ses missions chez Oddo.
En octobre 2015, Fatine Layt quitte Oddo pour relancer une boutique de M&A, « La Boutique », une banque d’affaires spécialisée dans les médias, télécoms et le food-retail qui mène par exemple l'opération de rachat de L'Étudiant à Altice Media ou encore la cession de titres de presse du groupe Mondadori.
En janvier 2017, elle lance et prend la direction de LionTree en France, en qualité d’associée gérante, pour développer en France et en Europe cette banque d’affaires américaine fondée par Aryeh Bourkoff, basée à New-York.

### Autres mandats
- Elle est Young Leader 2008 de la French-American Foundation[17].
- Elle est administratrice et membre du comité d’audit du groupe Les Fromageries Bel ( Babybel, Vache qui rit…)[18].
- Elle est administratrice de la fondation Renault et de Mobiliz (le fonds d’investissement de Renault)[19].
- Elle est membre du conseil de surveillance du « Grand Emprunt National » après avoir été membre de la commission et membre du cluster finance de la fondation France-Afrique[20].

## Famille
Fatine Layt a une fille.

## Engagements
Fatine Layt est la Présidente d'honneur du Cercle des partenaires du théâtre des Bouffes-du-Nord.

## Distinctions
Fatine Layt est chevalier de la Légion d'honneur.